# Gmina Mercer (Iowa)

Położenie Gminy Mercer w hrabstwie Adams

Gmina Mercer (ang. Mercer Township) – gmina w USA, w stanie Iowa, w hrabstwie Adams. Według danych z 2000 roku gmina miała 176 mieszkańców.